# 서울도봉경찰서
서울도봉경찰서(서울道峰警察署, Seoul Dobong Police Station)는 서울특별시경찰청이 관할하는 경찰서 중 하나이다. 서울특별시 도봉구 일원을 관할한다. 서울특별시 도봉구 노해로 403 (창동)에 위치하고 있다.
서장은 총경으로 보한다.

## 조직
| - 112종합상황실 - 청문감사관 - 경무과 | - 생활안전과 - 여성청소년과 - 수사과 | - 형사과 - 경비교통과 - 정보보안과 |

## 관할 파출소 및 지구대
서울도봉경찰서는 1개 지구대와 7개 파출소를 산하에 두고 있다.
| 명칭         | 사진 | 주소                      | 관할구역  | 치안센터      |
| ------------ | ---- | ------------------------- | --------- | ------------- |
| 창동지구대   |      | 노해로 392 (창동)         | 창1·4·5동 |               |
| 신창파출소   |      | 도봉로104길 49-5 (창동)   | 창2·3동   |               |
| 방학파출소   |      | 도봉로145길 45 (방학동)   | 방학1동   |               |
| 신방학파출소 |      | 시루봉5길 10 (방학동)     | 방학2·3동 | 방학2치안센터 |
| 도봉1파출소  |      | 도봉로169길 43 (도봉동)   | 도봉1동   |               |
| 도봉2파출소  |      | 도봉로180나길 33 (도봉동) | 도봉2동   |               |
| 쌍문파출소   |      | 방학로3길 132 (쌍문동)    | 쌍문2·4동 |               |
| 숭미파출소   |      | 노해로 139 (쌍문동)       | 쌍문1·3동 | 쌍문1치안센터 |

## 같이 보기
- 서울특별시지방경찰청